# Saint-Maurice-en-Trièves
 Saint-Maurice-en-Trièves  es una población y comuna francesa, en la región de Ródano-Alpes, departamento de Isère, en el distrito de Grenoble y cantón de Clelles.

## Demografía
| 143 | 138 | 132 | 132 | 122 | 162 |
| Para los censos de 1962 a 1999 la población legal corresponde a la población sin duplicidades (Fuente: INSEE [Consultar]) |     |     |     |     |     |